# Усть-Чаришська Пристань
Усть-Чари́шська При́стань (рос. Усть-Чарышская Пристань) — село, центр Усть-Пристанського району Алтайського краю, Росія. Адміністративний центр Усть-Пристанської сільської ради.

## Населення
Населення — 5136 осіб (2010; 5890 у 2002).
Національний склад (станом на 2002 рік):
- росіяни — 95 %